# Antalya Stadyumu
Antalya Stadyumu je višenamjenski stadion u Antalyi, Turska. Uglavnom se koristi za Antalyasporove ligaške utakmice. Kapacitet stadiona iznosi 32,537. Na krovu stadiona nalaze se solarne ploče koje denvno proizvode oko 7,200 kWh, dovoljno za jednomješečne potrebe stadiona.